# Karin Sporre
Karin Alice Sporre, född 25 januari 1952 i Forsheda, är professor vid Institutionen för tillämpad utbildningsvetenskap, Umeå universitet.
Hennes professur i pedagogiskt arbete är inriktad mot värdegrund, genus och kulturell mångfald. Utöver sin professur innehar Sporre styrelseuppdrag i Styrelsen för nationellt forum för religionsdidaktisk/pedagogisk forskning. Hon är även sedan 2017 utsedd av regeringen att delta i Expertgruppen för oredlighet i forskning vid CEPN.

## Biografi
Sporre tog sin Fil.kand./biträdande psykologexamen vid Stockholms universitet 1976, vilken kompletterats med en Högskoleexamen i religionsvetenskap vid Uppsala universitet (1984) samt en Fil.mag. i teologi vid Lunds universitet (1996). Hennes teologie doktorsexamen i etik avslutades 1999 vid Lunds universitet, där hon även sex år senare blev docent i etik. Mellan åren 1999-2006 höll Sporre en tjänst som universitetslektor i etik vid Högskolan Dalarna i Falun. Efter 2006 fortsatte hon som forskningslektor i pedagogiskt arbete vid Umeå universitet t.o.m. 2009, då hon utsågs till professor i pedagogiskt arbete. Från 2009-2011 höll Sporre även en gästprofessur vid Karlstad universitet i religionsvetenskap. Sedan 2001 har hon deltagit i och drivit student- och forskningsutbyten med bl.a. Stellenbosch University samt University of the Western Cape, Sydafrika. 2015-2018 leder Sporre forskningsmiljön RECEUM (Research in Early Childhood Education, Umeå University) och forskar i projektet ”Vad kan man lära i etik? Skilda konceptioner av etisk kompetens för undervisning i en obligatorisk skola” med finansiering från Vetenskapsrådet.

## Publikationer[9]
Nedan följer ett kort urval av publikationer, för fullständig lista var god se rubrikens referens.
- 1999 - Först när vi får ansikten - Ett flerkulturellt samtal om feminism, etik och teologi[10]
- 2010 - Values, Religion and Education in Changing societies[11]
- 2015 - In search of human dignity: Essays in theology, ethics and education[12]